# Arbuthnott-ruit

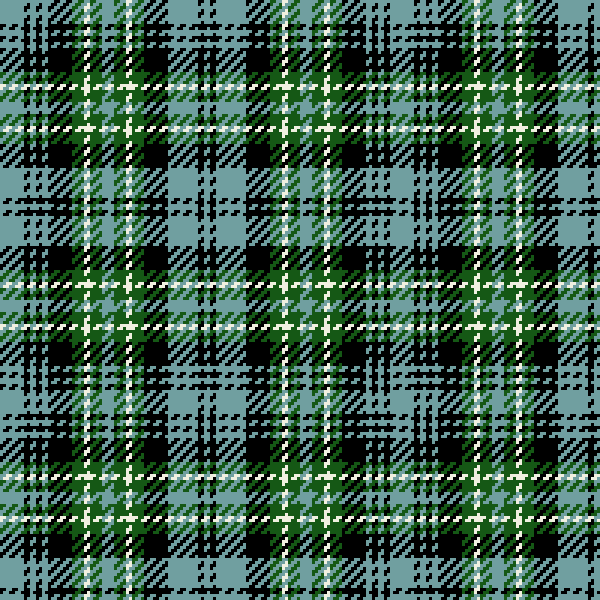
Arbuthnott-ruit

De Arbuthnottruit is een type tartan, een geruite wollen stof, afkomstig uit Schotland. Deze stof met wat kleinere ruitjes is door Lord Lyon in 1962 geregistreerd en is geïnspireerd op de ruit van de Black Watch. De belangrijkste kleuren in het tartan zijn licht blauw, licht groen, zwart en wit.

## Etymologie en geschiedenis
Aberbothenoth betekent 'monding van de beek bij het grote huis'. De naam komt uit Kincardineshire, een graafschap in Schotland. Huge of Swinton heeft aan het einde van de 12e eeuw naam en landerij van Walter Olifard gekregen. Het land is meer dan 24 generaties in handen van dezelfde familie. 
De beroemdste nakomeling van de Arbuthnotts is John Arbuthnot (1667-1735), die aan de universiteit van St Andrews heeft gestudeerd en vervolgens naar Engeland verhuisde, waar de schrijvers Alexander Pope en Jonathan Swift zijn politieke satires bewonderden. Hij was mede-oprichter van de Scriblerus Club.